# Nadezhda Kibardiná
Nadezhda Nikoláyevna Kibardiná (en ruso: Надежда Николаевна Кибардина; Náberezhnye Chelny, 8 de febrero de 1956) es una deportista rusa que compitió para la URSS en ciclismo en las modalidades de pista y ruta.
En pista ganó dos medallas de oro en el Campeonato Mundial de Ciclismo en Pista, en los años 1980 y 1981, en la prueba de persecución individual.
En carretera obtuvo seis medallas de en el Campeonato Mundial de Ciclismo en Ruta entre los años 1987 y 1990, en la prueba de contrarreloj por equipos.

## Medallero internacional
| Representando a la URSS |                       |                |                        |
| Campeonato Mundial      |                       |                |                        |
| Año                     | Lugar                 | Medalla        | Competición            |
| 1980                    | Besanzón (Francia)    | Medalla de oro | Persecución individual |
| 1981                    | Brno (Checoslovaquia) | Medalla de oro | Persecución individual |

| Representando a la URSS |                      |                   |                          |
| Campeonato Mundial      |                      |                   |                          |
| Año                     | Lugar                | Medalla           | Competición              |
| 1987                    | Villach (Austria)    | Medalla de oro    | Contrarreloj por equipos |
| 1988                    | Ronse (Bélgica)      | Medalla de plata  | Contrarreloj por equipos |
| 1989                    | Chambéry (Francia)   | Medalla de oro    | Contrarreloj por equipos |
| 1990                    | Utsunomiya (Japón)   | Medalla de bronce | Contrarreloj por equipos |
| 1991                    | Stuttgart (Alemania) | Medalla de bronce | Contrarreloj por equipos |
| Representando a Rusia   |                      |                   |                          |
| 1992                    | Benidorm (España)    | Medalla de bronce | Contrarreloj por equipos |